# Gueto de Baranovichi
Los alemanes establecieron el gueto de Baranovichi en 1941 como campo de concentración de la población judía sobreviviente de la masacre de Baranovichi, durante la Segunda Guerra Mundial.

## Historia
En el otoño de 1941, cuando los alemanes se lanzan a la invasión de la Unión Soviética, llegan a la ciudad polaco-bielorrusa de Baranovichi (en polaco: Baranowicze, hasta 1939 formaba parte de Polonia), ubicada a 206 km de Brest, donde llevan a cabo una masacre en contra de la población judía local, en noviembre de 1941, a unos 5 km de la ciudad, cerca de la aldea Grobovets.
Los judíos sobrevivientes fueron confinados en un gueto que ocupaba 10 cuadras de la ciudad entre las calles Vilenskaya, Komsomolskaya, Alesia Garuna y Kotelnaiya. El gueto estaba rodeado por cercos de alambre púas y fuertemente custodiado. Hacia diciembre de 1941 ya había unos 15.000 judíos concentrados allí.
El gueto fue liquidado en tres etapas. El 4 de marzo de 1942 fueron deportadas 2.400 personas, el 22 de septiembre de 1942 otras 5.000 personas y el 17 de diciembre de 1943 las últimas 3.000 personas. Algunos de los prisioneros fueron trasladados a otros guetos, mientras que la mayoría fueron deportados a campos de concentración y de exterminio.